# Moscacieca (film)
Moscacieca (Blindekuh) è un cortometraggio muto del 1915 diretto da Ernst Lubitsch.

## Trama
La madre vuole impedire a sua figlia di sposare un marito indesiderato. A tal fine, si è fidanzata con il fidanzato di sua figlia. Tuttavia, è superata dalla coppia che alla fine si trovano.

## Produzione
Il film fu prodotto dalla Projektions-AG Union (PAGU).

## Distribuzione
Venne presentato a Berlino all'U.T. Nollendorfplatz, U.T. Friedrichstraße, U.T. Kurfürstendamm e all'U.T. Alexanderplatz il 28 maggio 1915 con il visto di censura del maggio 1915 che ne proibiva la visione ai minori.
Il film viene considerato presumibilmente perduto.